# Hidrolândia, Ceará
Hidrolândia, Ceará este o munincipalitate din statul Ceará din regiunea de Nord-est a Braziliei.